# Valeriana extincta
Valeriana extincta (Synonym: Valerianella affinis Balf.f.) ist eine ausgestorbene Pflanzenart aus der Familie der Geißblattgewächse (Caprifoliaceae). Sie war auf der zum Jemen gehörenden Insel Sokotra im Indischen Ozean endemisch.

## Merkmale
Valeriana extincta war ein einjähriges, zierliches Kraut mit einer Wuchshöhe bis 15 cm. Die Zweige waren lose und zweifach verzweigt. Die stumpfen Blätter waren linear-elliptisch bis verkehrt oval, oft linealisch, oft undeutlich und spitz gezähnt und manchmal dreizähnig. Die Blattlänge betrug 0,8–2 cm und die Blattbreite 0,3–0,5 cm.
Die Hüllblätter waren randständig. Der krautige und unbehaarte Kelch war verkehrt-glockenförmig, sechsfach gefiedert, ungezähnt und mit ungleichen Lappen. Im zymösen Blütenstand befanden sich wenige Blüten.
Die nahezu spitzen, behaarten, gefurchten Kelchkapseln waren gleich lang, vorne verkehrt oval und hatten sterile Fächer.

## Systematik
2018 wurde Valerianella affinis in die Gattung Valeriana gestellt. Da der Name Valeriana affinis bereits vergeben war, führten Maarten Joost Maria Christenhusz und James W. Byng die neue Kombination Valeriana extincta ein. Das Artepitheton bezieht sich auf die Tatsache, dass dieses Taxon bereits ausgestorben ist.

## Aussterben
Das Typusexemplar von Valeriana extincta wurde 1880 von Isaac Bayley Balfour auf dem Jebel Ma’alih gesammelt. Der Letztnachweis war im Jahr 1888, wo die Art von Balfour als nicht selten an den trockenem Berghängen bei Galonsir (Qallansiyah) bezeichnet wurde. Obwohl der Fundort dieser Pflanze unscheinbar und leicht zu übersehen ist, wurden dort im 20. Jahrhundert mehrfach ergebnislose Expeditionen durchgeführt, sodass Valeriana extincta heute als ausgestorben gelten muss.